# Plan Morrison-Grady

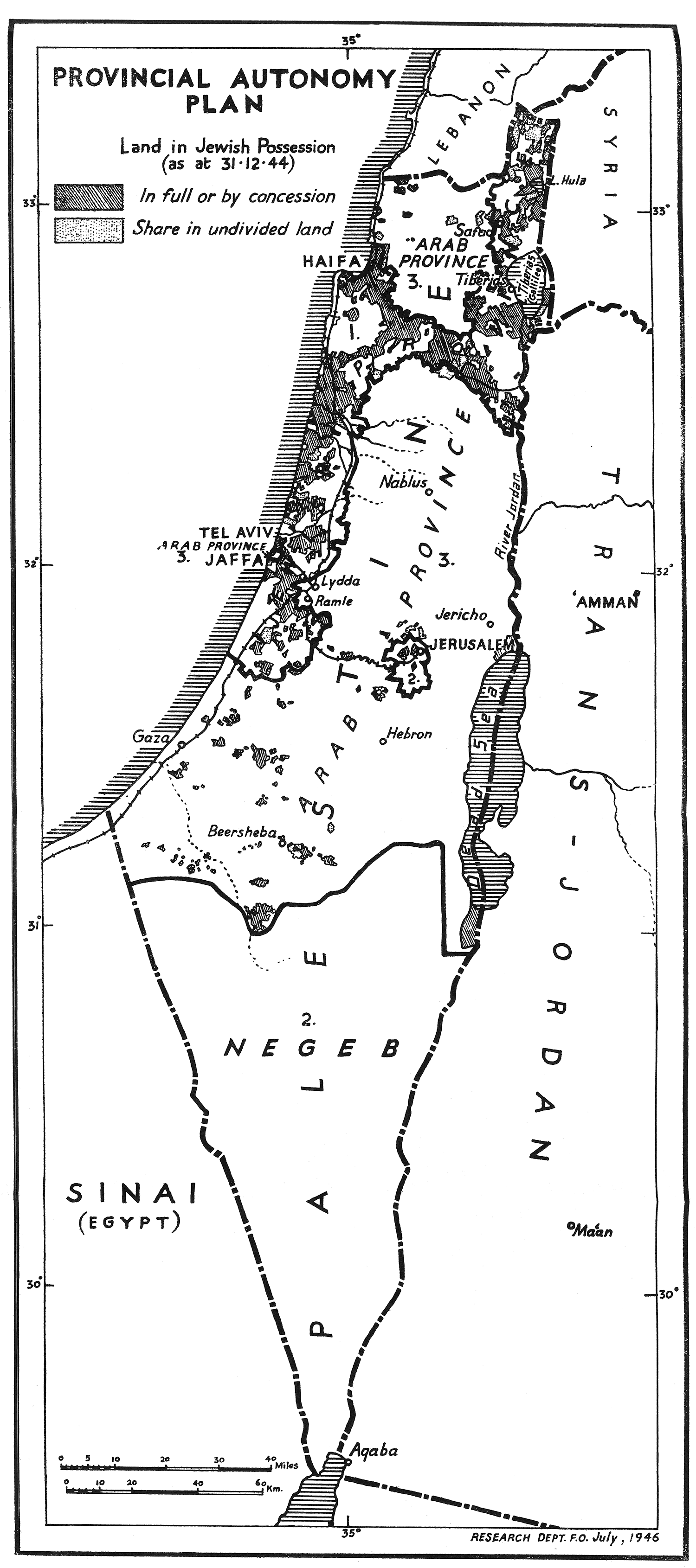
Plan de Autonomía provincial Morrison-Grady

El Plan Morrison–Grady, también conocido como Plan Morrison o el Plan de Autonomía Provincial era un plan conjunto  anglo-americano para la creación de cuatro provincias federadas, bajo control británico, en el territorio del Mandato británico de Palestina, anunciado el 31 de julio de 1946.
Tras la emisión del informe del Comité anglo-americano de investigación el 20 de abril  de 1946, se creó un nuevo comité para establecer cómo las propuestas anglo-americanas se llevarían a cabo, liderado por el vice primer ministro Herbert Morrison y el diplomático americano Henry F. Grady. Morrison presentó el plan al parlamento británico el 31 de julio de 1946.  En los EE. UU., el apoyo inicial del presidente Truman al plan, cambió después de las presiones de los sionistas americanos, antes de las elecciones de noviembre de mitad de legislatura. La presión de los sionistas americanos provocaron que el presidente Truman rechazara el plan, a pesar de haber sido propuesto por el propio candidato de Truman. Los EE. UU., por tanto no tenían política palestina.
El plan se convirtió en el punto de partida de la Conferencia de Londres 1946–47, convocada por los británicos  el 1 de octubre de 1946.

## Detalles del Plan
El plan recomendaba que Palestina se dividiera en cuatro provincias, dos bajo control directo británico, una provincia judía y una árabe. Estas provincias se constituirían en una federación bajo control británico.También recomendaba que se eliminara la  restricción de venta de tierras. El informe apoyaba la recepción inmediata en Palestina de 100.000 refugiados judíos de Europa en el plazo de un año.

TOP SECRET   London, 24-jul-1946 7 p.m
US URGENT   [recibido 25-jul-  p9:07 pm]
6970 De Grady. Secreto y en persona para Secretaría. Sigue a continuación  el texto del acuerdo alcanzado unánimamente por comité británico.
1.  Las delegaciones  de UK y EEUU han examinado en su conjunto las recomendaciones del comité anglo-americano  de investigación y han llegado a un punto en comun...
...
Plan para autonomía provincial
9. Áreas territoriales. El plan concibe la división de Palestina en cuatro áreas: Una provincia árabe, una provincia judía, el distrito de Jerusalén y el distrito de Néguev. La provincia judía incluirá el Este de Galilea, la mayoría de las Planicies de Esdraelon y Jezreel, el area de Beisan, Haifa, Planicies de Sharon (excluyendo la ciudad de Jaffa) y parte de las planicies de la costa sur. El distrito de Jerusalén incluirá Jerusalén, Belén y sus vecindades. El distrito de Néguev consiste en el triángulo inhabitado de la tierra restante en el sur de alestina, más aya del actual límite de cultivo. La província árabe icluirá el resto de Palestina.
...
17. Al hacerse efectivo el plan  provincial, la autoridad administrativa, cancelará las restricciones de 1940. 
19 ... y apoyamos el plan  para el traslado de 100.000 judíos a Palestina.
Embajador de UK (Harriman) al secretario de estado. Londres 24-julio-1946

## Reacción
Los estados árabes discutieron el  plan con los británicos en la conferencia de Londres 1946-47; rechazaron el plan basándose en que llevaría a una partición, y en su lugar propusieron un estado unido independiente.
Los judíos  rechazaron asistir a la conferencia, habiendo rechazado el plan de autonomía provisional en una  conferencia sionista aparte. Asistieron a condición de que sus líderes detenidos los representara en  la mesa de negociaciones, algo que los británicos no permitían.
En una reunión posterior a la conferencia, el febrero siguiente, Gran Bretaña propuso un plan, conocido como el Plan Bevin, para una administración fiduciaria británica. La  administración fiduciaria debería llevar a un acuerdo permanente aprobado  por todas las partes. Cuando árabes y judíos rechazaron el plan, Gran Bretaña decidió remitir el problema a Naciones Unidas. Naciones unidas crearon entonces el Comité Especial  de las Naciones Unidas para Palestina.

## Acuerdo de Néguev
En respuesta al plan, la Agencia Judía decidió establecer asentamientos  en el desierto del Néguev, en un plan conococido como 11 puntos en el  Néguev.